# Trennkarte
Eine Trennkarte ist ein Hilfsmittel, das in der automatischen Briefsortierung eingesetzt wird, um Kunden zu trennen. Die Kundentrennkarte wurde eingeführt, als die Postdienstleister ihr Leistungsspektrum erweitert und begonnen haben, im Gegensatz zu früher auch nicht freigemachte Sendungen zu verarbeiten.

## Kundentrennkarten
Heute besteht bei vielen Postdienstleistern die Möglichkeit, die unfrankierte Tagespost abholen zu lassen und dem Postdienstleister die Aufgabe zu übertragen, die Sendungen nach Größe und Gewicht zu trennen, um sie dann entsprechend zu frankieren. Für eine effiziente Verarbeitung dieser Briefsendungen werden die Sendungen der einzelnen Kunden mit Kundentrennkarten getrennt. Die Trennkarten besitzen einen eindeutigen Barcode, der vor dem Sortierprozess jeweils einem Kunden zugeordnet wird. Die Sortiermaschine liest den Barcode und ordnet die Art und Menge der nachfolgenden Sendungen dem hinterlegten Kunden zu, damit der Postdienstleister eine Abrechnung erstellen kann. Die nächste Trennkarte im Sortierprozess schließt den vorangehenden Kunden ab und eröffnet die Abrechnung für den nachfolgenden Kunden.
Aus diesem Procedere ergibt sich die Notwendigkeit der perfekten Erkennung der Trennkarte, damit die Abrechnungen fehlerfrei erstellt werden können. Deswegen enthalten die Trennkarten älterer Bauart ein fest dimensioniertes Stück Aluminiumfolie, das aber nicht zu 100 % erkannt wird. Hinzu kommt, dass durch enthaltene Metallklammern oder Münzen in den Briefsendungen Fehlfunktionen ausgelöst werden können. 
Die nächste Generation wurde von Pitney Bowes weiterentwickelt und enthält ein Streifenmuster aus Alufolie zur Detektierung am Metalldetektor. 
Die neueste Generation Trennkarten enthält anstelle der Alufolie einen RFID-Chip, und der Metalldetektor musste einem RFID-Reader weichen. Diese Generation wird zu 100 % erkannt und liefert nachweislich perfekte Abrechnungen. Erstanwender dieser neuen Technologie ist seit 2011 bpost (Belgische Post) in einem Sortierzentrum in Brüssel/Zaventem am Airport. Dort sind pro Abend mehrere tausend Trennkarten im Einsatz. bpost hatte zuvor massive Probleme mit korrekten Abrechnungen und dadurch auch Kunden verloren. Nach der Umstellung auf den RFID-Chip wurden ausführliche Tests durchgeführt, alle Sendungen vorher von Hand abgezählt, die Sendungen maschinell verarbeitet mit den Trennkarten und danach eine Abrechnung erstellt. Die Abweichung bei mehr als 250.000 Sendungen war eine einzige Sendung.
Ein neuer Bereich für Trennkarten ergibt sich im Bereich der Gangfolgesortierung. Während man in den 1990ern und Anfang des neuen Jahrtausends noch für jeden Zweck eine spezielle Sortiermaschine entwickelte und baute, werden heutzutage die Maschinen aus Kostengründen, wegen Reduzierung des Platzbedarfes und auch wegen der sinkenden Briefmengen mehrfach genutzt. Am Abend läuft die Maschine als Anschriftenleser und in den frühen Morgenstunden mit Hilfe von Bezirkstrennkarten als Gangfolgesortiermaschine.

## Bezirkstrennkarten
Das Ergebnis nach der Gangfolgesortierung ist eine geordnete Reihenfolge aller Sendungen innerhalb eines Zustellbereiches (Bezirk). Zur Verarbeitung mehrerer Zustellbereiche ist es sinnvoll, Bezirkstrennkarten zu verwenden, da eine Zuordnung Sortierfach(Maschine)/Bezirk bei der Gangfolgensortierung eine Limitation darstellen kann.
Die Bezirkstrennung innerhalb der Gangfolgesortierung über die Fachgrenze hinaus wird durch spezielle Trennkarten realisiert. Die Zuordnung der Trennkarten zu den Sequenzläufen erfolgt dabei im ersten Gangfolgelauf. 
Die Bezirkstrennkarte besitzt im Gegensatz zur Kundentrennkarte keinen Metallkern. Die Identifizierung erfolgt über den aufgedruckten Barcode. Dieser folgt dem Muster: Kennung + eindeutige Nummer.
Im ersten Gangfolgelauf werden die Bezirkstrennkarten dem Prozess zugeführt. Wenn ein Bezirkstrennkarten-Barcode erkannt wird, wird geprüft, ob dieser im System bekannt ist. 
Falls die Karte bekannt ist, wird die hinterlegte Position zurückgegeben. Ist die Karte nicht bekannt, wird sie der ersten freien Position zugeordnet und diese Position zurückgegeben. 
Falls die Karte nicht bekannt ist und keine weiteren freien Positionen verfügbar sind, wird die Karte ausgesteuert.
Besteht die Gangfolgensortierung aus n-Läufen (n = 2, 3, 4 …), so ist das Ergebnis nach dem n-ten Lauf:
Bezirk1 sortiert – Bezirkstrennkarte – Bezirk2 sortiert – Bezirkstrennkarte – Bezirk3 sortiert …